# Kalimantan
Kalimantan (Indonezijski Borneo), su južne tri četvrtine otoka Borneo (73% površine otoka) koji je politički dio Indonezije; ostatak otoka podijeljen je između malezijskih država Sabah i Sarawak i, između njih, maleni sultanat Brunej.
Indonežani, međutim, tu riječ koriste kao geografski pojam za cijeli otok. Podrijetlo imena Kalimantan je nejasno. U Sarawaku se izraz Kelamantan odnosi na narode sjevernog Bornea koji jedu sago. Indonezijski Kalimantan podijeljen je na pet provincija (propinsi ili provinci): Središnji Kalimantan (Kalimantan Tengah), Istočni Kalimantan  (Kalimantan Timur), Sjeverni Kalimantan (Kalimantan Utara), Južni Kalimantan  (Kalimantan Selatan) i Zapadni Kalimantan (Kalimantan Barat).
Povijest indonezijskog Bornea usko je povezana s onom Indije, a postoje i brojni dokazi o indijskim kulturnim utjecajima. Tamo su pronađeni natpisi na sanskrtu koji datiraju iz kasnog 5. stoljeća nove ere, kao i rani kip Bude. Brojne druge budističke i hinduističke slike koje datiraju od 7. do 11. stoljeća i koje pokazuju javanski utjecaj također su pronađene u istočnom Borneu. Carstvo Srivijaya na Sumatri je zapravo bilo dominantna sila u južnom i zapadnom Borneu od 7. stoljeća sve dok carstvo Majapahit na istočnoj Javi nije osvojilo to područje u 14. stoljeću. Dolaskom islama u 16. stoljeću formiran je niz zasebnih muslimanskih država.
Nizozemci su u prvoj polovici 17. stoljeća proširili svoj utjecaj na Borneo nizom trgovačkih i fortifikacijskih sporazuma s pojedinim državama te intervenirajući u unutarnjim sporovima. Britansko uplitanje u poslove sultanata Bruneja i britansko stjecanje teritorija na kraju je navelo Nizozemce da usvoje aktivniju politiku ekspanzije. Do 1863. uspostavili su kolonijalnu vlast, iako se sporadični otpor nastavio do 1905. Otok su okupirali Japanci tijekom Drugog svjetskog rata. Snažan indonezijski pokret za neovisnost nastao je u regiji nakon što se Japan predao 1945. Isprva su Nizozemci pokušali zadržati kontrolu, ali je Kalimantan postao dio Republike Indonezije 1949. – 50.
Stanovništvo Kalimantana većinom su etnički Malajci i muslimani, koji uglavnom žive u obalnim područjima. Međutim, također postoji značajna manjina nemuslimanskih domorodačkih naroda koji se zajednički nazivaju Dayak. Dajaci žive u unutrašnjosti, tradicionalno uz rijeke u dugim kućama, a sada su uglavnom kršćani. Područje, uključujući susjedne otoke, 544 150 četvornih kilometara (210 098 četvornih milja). Pop. (2010.) 13 787 831.